# Huckarde (dzielnica)
Huckarde, Dortmund-Huckarde – dzielnica miasta Dortmund w Niemczech, w kraju związkowym Nadrenia Północna-Westfalia, w okręgu administracyjnym Huckarde.